# Herzberg (Elster)
För andra betydelser av Herzberg, se Herzberg.
Herzberg (sorbiska: Rogań  och  Sośnica) är en stad i västra delen av Niederlausitz och tillika huvudort i Landkreis Elbe-Elster i delstaten Brandenburg i Tyskland. Staden ligger vid gränsen till Sachsen-Anhalt samt vid floden Schwarze Elster (svarta Elster), en biflod till Elbe.

## Sevärdheter

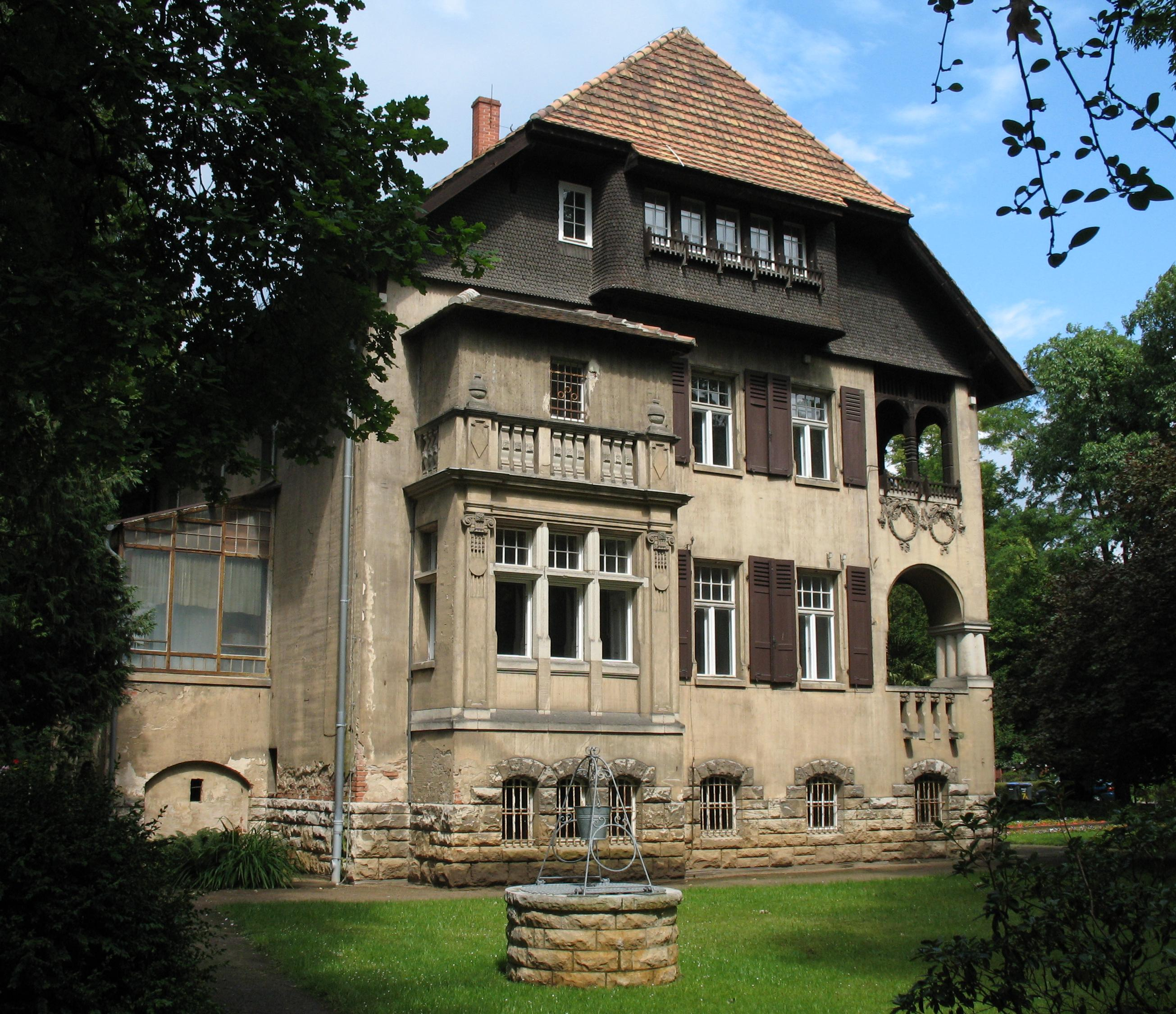
Villa Marx.
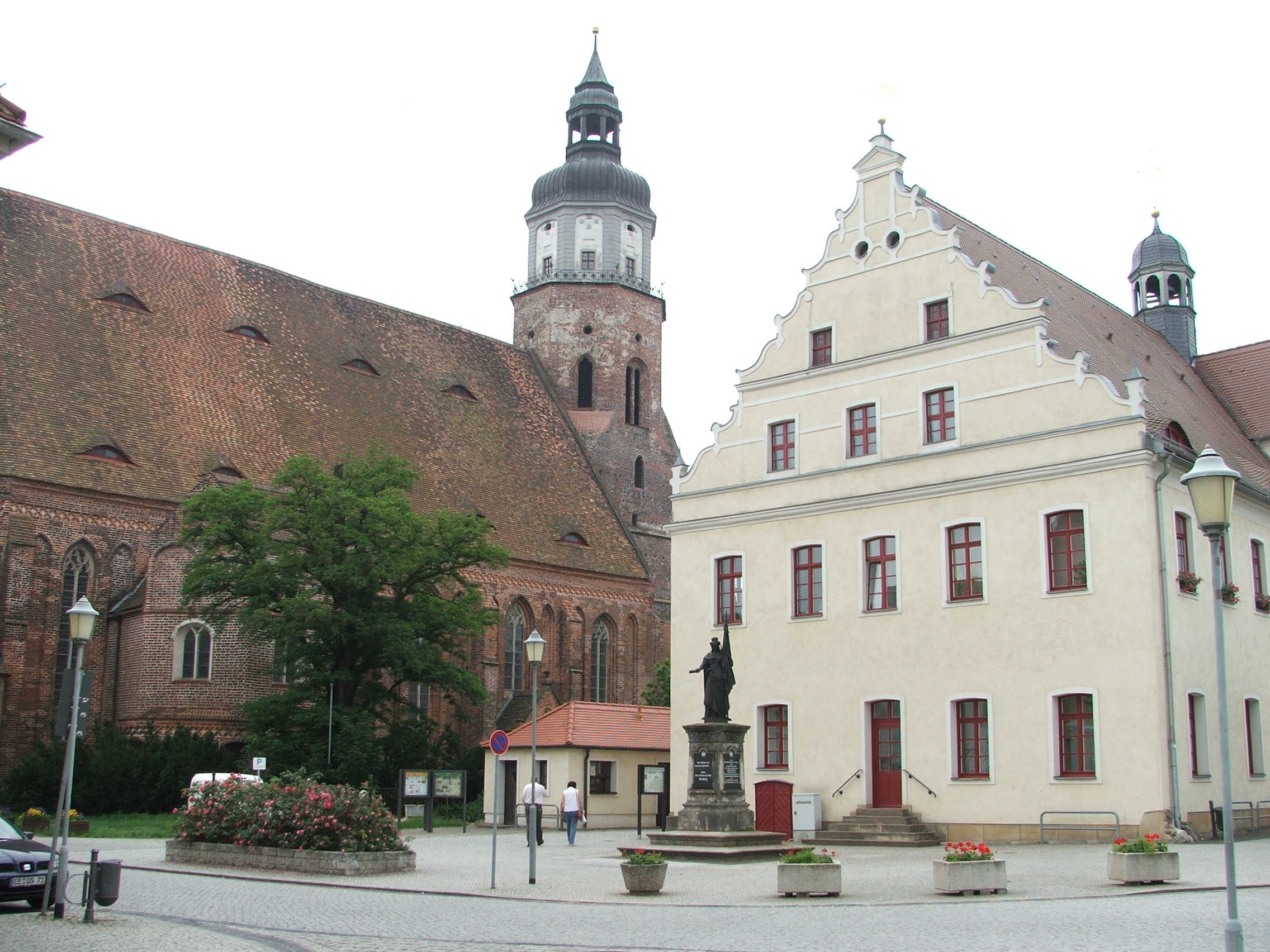
Herzbergs rådhus och Marienkyrka.

## Kommunikationer

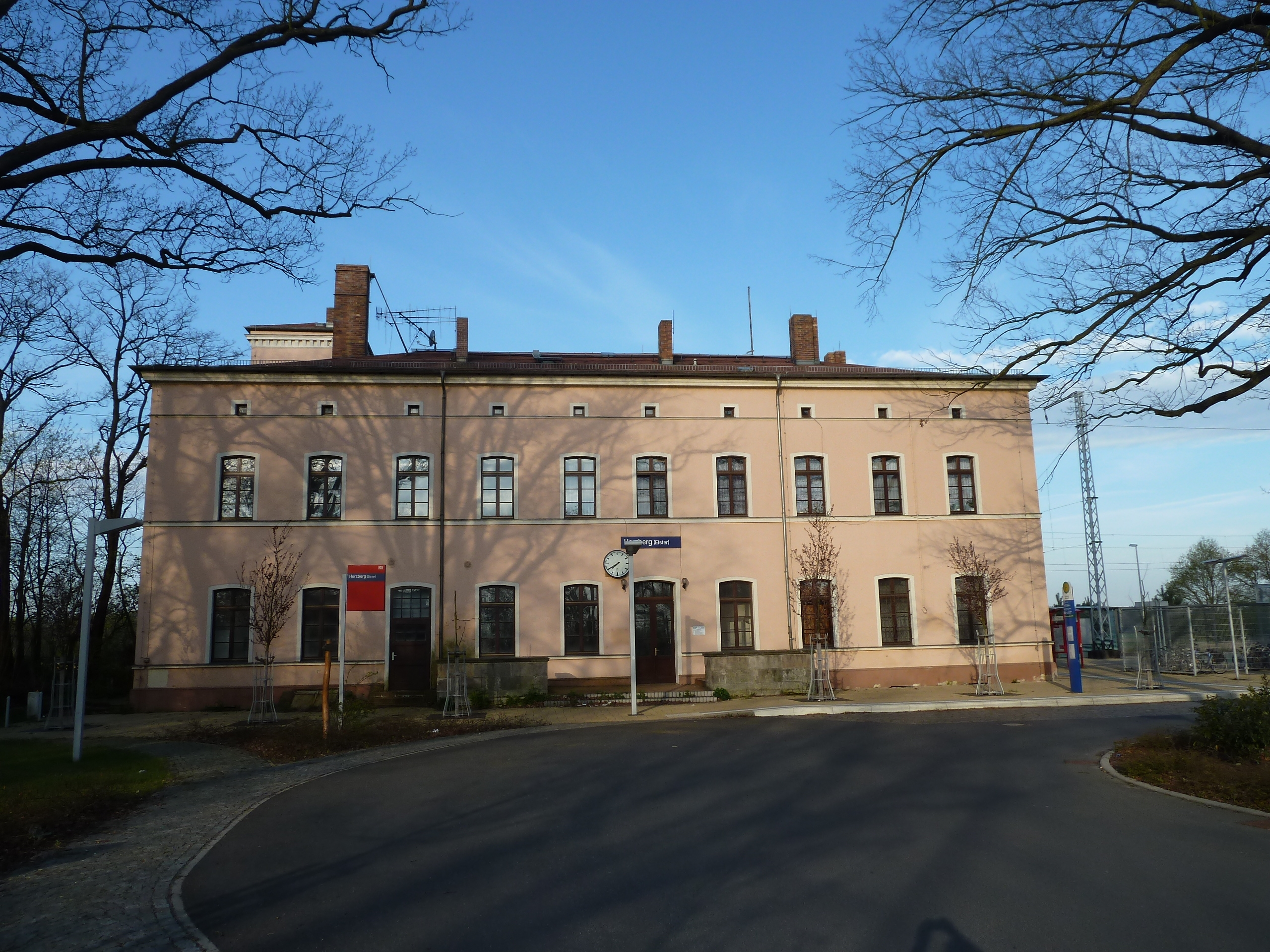
Järnvägsstationen

Herzberg har en järnvägsstation, Bahnhof Herzberg (Elster), belägen 2 km utanför stadens centrum vid linjen Jüterbog-Röderau, med regionaltågförbindelse mot Falkenberg/Elster - Berlin - Stralsund och i andra riktningen mot Dresden. Dessutom finns en mindre station, Herzberg (Elster) Stadt, som trafikeras av regionaltåg på sidolinjen mot Riesa och Grossleuthen-Gröditsch under sommarmånaderna.
I staden korsas förbundsvägarna Bundesstrasse 87 och Bundesstrasse 101.

## Vänorter
- Tyskland: 
  - Büdingen, Hessen
  - Soest, Nordrhein-Westfalen
- Polen: Świebodzin, Lubusz vojvodskap
- USA: Dixon, Illinois